# 王德真 (元朝)
王德真（1202年—1272年），蒙古帝国人物，出身汉族，字济淮，先祖是渾源县人，祖父時代迁居隆興丰利（今河北沽源县南）。
王德真九岁丧父。野狐岭会战，成吉思汗击败金军，拾获王德真，喜欢他的风骨，命后宫抚养。长大后，通蒙古语，善于翻译。1225年，成吉思汗以王德真汉人，定官名为奉御，与也速拜儿、塔布台、札固剌台三人同列，都是当时勋贵。王德真知无不言，至夜半，还在御榻之下奏事。又命真兼掌二皇后忽兰宫政，皇后待他如子。1227年正月，从平西夏，谏成吉思汗不要屠城。
窝阔台即位，1230年，赐金符，授德兴人匠达鲁花赤。1232年，崔立以南京開封降蒙古，王德真跟随速不台入南京。1237年，担任德兴、燕京、太原人匠达鲁花赤。中书令耶律楚材建议王德真入直中书，同心辅政，王德真固辞。六皇后乃马真后称制，以王德真为西京等路廉访使，忽必烈攻南宋，以王德真为平阳、太原等路廉访使；他都以病推辞，定居太原路。至元九年（1272年）八月，去世，时年七十一岁。夫人四人李氏、張氏、劉氏、呼嚕氏，儿子六人、女儿四人。